# 張天愛
張 天愛（チャン・ティエンアイ、クリスタル・チャン、1988年10月28日 - ）は、中国ハルビン市出身の女優、ファッションモデル。

## 来歴
1988年黒竜江省ハルビン市生まれ。2008年ショートムービーに出演後。2012年10月15日にテレビドラマデビュー。
日本に留学経験もあり、ドラマ「二炮手」では日本軍軍医を演じて、第2回横店影視節文栄賞で最優秀助演女優賞を受賞。
2015年年末公開のネットドラマ『太子妃 狂想曲〈ラブソディ〉』の大ヒットで、主役を演じた無名の張天愛は瞬く間に人々の記憶に深く残る女優となった。ドラマでの彼女は、時には女性そのものの優しさを見せる一方で、男性のような放蕩な一面も見せ、その洗練された演技は驚異的なスピードでファンを増やし、ネットユーザーから新たな時代の「国民的旦那様」と呼ばれることとなった。
2017年、日中合作映画『空海-KU-KAI- 美しき王妃の謎』で、主演の染谷将太を始め、阿部寛や松坂慶子と共演した。

## 出演作品

### 映画
- （原題 『落桜 (체리블로섬)』） （2009年） ※第18回富川国際ファンタスティック映画祭で上映
- （原題 『勝利 (Uncle Victory)』） （2014年） ※第17回上海国際映画祭で上映
- 君のいる世界から僕は歩き出す（原題 『從祢的全世界路過 (I Belonged to You)』） （2016年） ※2017東京／沖縄・中国映画週間で上映
- （原題 『建軍大業 (The Founding of an Army)』） （2017年）
- レジェンド・オブ・パール ナーガの真珠（原題 『鮫珠伝 (Legend of the Naga Pearls)』） （2017年）
- 空海-KU-KAI- 美しき王妃の謎 （原題 『妖猫伝 (The Legend of the Cat Demon)』） （2017年） ※原作 夢枕獏『沙門空海唐の国にて鬼と宴す』
- フライト・キャプテン 高度1万メートル、奇跡の実話 （原題 『中國機長 (The Captain)』） （2019年）
- 父に捧ぐ物語 （原題 『我和我的父辈 (My Country, My Parents)』） （2021年）

### テレビドラマ
- 太子妃 狂想曲〈ラブソディ〉 (原題 『太子妃昇職記 (Go Princess Go)』) （2015年）[4]
- 神龍〈シェンロン〉 -Martial Universe-（原題 『武動乾坤 (Martial Universe)』) （2018年）
- （原題 『愛情進化論 (The Evolution of Our Love)』) （2018年）
- 雪中悍刀行〜徐鳳年、北椋王への道〜（原題 『雪中悍刀行』）（2021年）
- シンデレラ・プロセス 〜私を輝かせる恋と夢〜（原題 『我的漂亮朋友』）（2021年）